# Globetrotter (album)
Globetrotter är det första studioalbumet av Björn Afzelius grupp Globetrotters, som var resultatet av ett TV-program Afzelius skulle medverka i, och till vilket han delvis behövde några nya musiker.

## Låtlista
Text och musik av Björn Afzelius, om inget annat anges.
Sida ett
1. "Evelina" - 5:09
2. "Här och nu" - 3:33
3. "På stormiga vatten" - 3:34
4. "Tankar i Ligurien" - 5:57

Sida två
1. "Vi älskar dej, Amerika!" (Text: Björn Afzelius och Peter Wahlqvist; musik: Björn Afzelius) - 5:05
2. "Livets skatt" - 4:13
3. "Visa i vargtimmen" - 4:30
4. "Globetrotter" (instrumental) - 4:29

## Musiker
- Björn Afzelius - sång, gitarr, percussion
- Bernt Andersson - sång, orgel, dragspel, flygel, munspel
- Jan Brynstedt - gitarr
- Maria Grahn - sång
- Jesper Lindberg - akustiska gitarrer, mandolin, pedal steel-gitarr, sång
- Per Melin - trummor
- Jim Page - akustiska gitarrer
- Hannes Råstam - bas, sång
- Annalena Ståhl - sång
- Carina Uvholm - sång, flöjt
- Hans Wiktorsson - congas